# FC Bihor Oradea în sezonul 2011-2012
FC Bihor Oradea a debutat în sezonul 2011-2012 din Liga a II-a cu primul meci din etapa I împotriva FC Timișoara meci pierdut cu 2-0.

### Lotul sezonului 2011-2012
| Nr. |         | Poziție | Jucător                          |
| --- | ------- | ------- | -------------------------------- |
| 1   | România | P       | Călin Fildan                     |
| 2   | Ungaria | P       | Pogacsics Krisztian              |
| 3   | România | P       | Stroescu Teodor Dan              |
| 4   | România | F       | Moraru Șerban                    |
| 5   | România | F       | Țoca Bogdan Florin               |
| 6   | România | F       | Muscă Dumitru Aurelian (căpitan) |
| 7   | România | F       | Oltean Sergiu                    |
| 8   | România | F       | Deaconescu Mihai                 |
| 9   | România | F       | Lupu Răzvan Andrei               |
| 10  | România | F       | Iuhas Cosmin Ioan                |
| 11  | România | M       | Cristian Danci                   |
| 12  | România | M       | Coroian Andrei                   |

| Nr. |         | Poziție | Jucător                  |
| --- | ------- | ------- | ------------------------ |
| 13  | România | M       | Petrache Iulian Petruț   |
| 14  | România | M       | Chiș Cătălin Ionuț       |
| 15  | România | M       | Popa Mădălin Cosmin      |
| 16  | România | M       | Sorian Alexandru Ioan    |
| 17  | România | M       | Sulea Andrei             |
| 18  | România | M       | Botond Birtalan          |
| 19  | România | M       | Selagea Ciprian          |
| 20  | România | A       | Adrian Markus            |
| 21  | România | A       | Florin Pop               |
| 22  | România | A       | Bîrză Dacian Ioan        |
| 23  | România | A       | Florean Andrei Alexandru |
| 24  | Senegal | A       | Gadio El Hadji Demba     |

### Echipa tehnică
- Antrenor principal: Gheorghe Doru Ghiț
- Antrenor portari: Laszlo Gendur
- Preparator fizic: Marius Alin Marinău
- Doctor: Alin Iova
- Maseuri: Szilagyi Dezideriu

### Liga II

#### Rezultate în fiecare etapă
| Etapă    | 01 | 02 | 03 | 04 | 05 | 06 | 07 | 08 | 09 | 10 | 11 | 12 | 13 | 14 | 15 | 16 | 17 | 18 | 19 | 20 | 21 | 22 | 23 | 24 | 25 | 26 | 27 | 28 | 29 | 30 | 31 | 32 | 33 | 34 |
| -------- | -- | -- | -- | -- | -- | -- | -- | -- | -- | -- | -- | -- | -- | -- | -- | -- | -- | -- | -- | -- | -- | -- | -- | -- | -- | -- | -- | -- | -- | -- | -- | -- | -- | -- |
| Teren    | D  | A  | D  | A  | D  |    |    |    |    |    |    |    |    | D  | A  | D  | A  | D  | A  | D  | A  | D  | A  | D  | A  | D  | A  | D  | A  | D  | D  | A  | D  | A  |
| Rezultat | Î  | V  | Î  | Î  | V  |    |    |    |    |    |    |    |    |    |    |    |    |    |    |    |    |    |    |    |    |    |    |    |    |    |    |    |    |    |
| Loc      |    | 11 |    |    | 10 |    |    |    |    |    |    |    |    |    |    |    |    |    |    |    |    |    |    |    |    |    |    |    |    |    |    |    |    |    |

Ultima actualizare: 26 august 2011 (UTC)).
Notă: Meciuri

Teren: A = Acasă; D = Deplasare. Rezultat: E = Egal; Î = Înfrângere; V = Victorie; Am. = Amânat.

#### Meciuri
| 19 august 2011Etapa 1 | Politehnica Timișoara             | 2-0 | FC Bihor |  |  |
| 20:00                 | 26'Dorel Scutaru 56'Mircea Axente |     |          |  |  |

| 27 august 2011Etapa 2 | FC Bihor                | 2-1 | Unirea Alba Iulia |                                       |  |
| 11:00                 | 47'Mărkuș 60'Deaconescu |     | 64'Mureșan        | Arbitru: Eduard Marius Constantinescu |  |

| 03 septembrie 2011Etapa 3 | Gaz Metan CFR | 3-0 | FC Bihor |  |  |
|                           |               |     |          |  |  |

| 10 septembrie 2011Etapa 4 | FC Bihor | 1-3 | UTA Arad |  |  |
|                           |          |     |          |  |  |

| 18 septembrie 2011Etapa 5 | FC Maramureș | 0-1 | FC Bihor |  |  |
|                           |              |     |          |  |  |

| septembrie 2011Etapa 6 |  | v |  |  |  |
|                        |  |   |  |  |  |

| Etapa 7 |  | v |  |  |  |
|         |  |   |  |  |  |